# Lepralioides nordlandica
Lepralioides nordlandica är en mossdjursart som först beskrevs av Nordgaard 1905.  Lepralioides nordlandica ingår i släktet Lepralioides och familjen Stomachetosellidae. Inga underarter finns listade i Catalogue of Life.